# Eduard Neumann
Eduard 'Edu' Neumann (5 de junio de 1911-9 de agosto de 2004) fue un oficial alemán de la Luftwaffe, comandante de la famosa unidad de cazas Jagdgeschwader 27 ‘Afrika’ durante la campaña en África del Norte desde 1941 a 1943.

## Biografía
Neumann nació en la ciudad de Molodia, Bukovina, en el antiguo Imperio Austro-húngaro. En 1914, a la edad de tres años, Eduard perdió a su madre y a su padre poco después. Él y su hermana Else quedaron bajo la cariñosa pero estricta guía de su abuela. Después de la Gran Guerra, la familia se trasladó a Alemania.

## En la Luftwaffe
En 1928 Neumann fue a Berlín para estudiar ingeniería mecánica y aeronáutica. Fue aquí donde descubrió su entusiasta afición por volar y se hizo miembro del Club de planeadores 'Akakflieg' en 1929. En 1932, superó el examen de vuelo a motor en Cottbus. En 1934 comenzó la instrucción para volar en el avión Fieseler Fi 5; algo más tarde, el mismo año, se incorporó a la naciente Luftwaffe, que en esos momentos se estaba organizando en secreto. En Schleissheim recibió entrenamiento de combate, siendo destinado en julio de 1935 al II./JG 132 "Richthofen".
Tras recibir formación para pilotar el Bf 109 D en Barth, en agosto de 1937, fue trasladado a la Legión Cóndor de la Luftwaffe que iba a ser enviada en ayuda del bando nacional del general Francisco Franco en la guerra civil española. A esa unidad estaban asignados pilotos destacados, como Adolf Galland y Werner Mölders. Después de un año de servicio, Neumann regresó a Alemania con el rango de teniente primero, habiendo conseguido dos derribos y ser condecorado con la Cruz española en oro con espadas. Posteriormente fue nombrado comandante del grupo 4./JG 26 en Düsseldorf, permaneciendo en esa unidad hasta su traslado al Jagdgeschwader 27 a principios de 1940, siendo promovido al cargo de adjunto del comandante del Ala de cazas.
Recién iniciada la Batalla de Inglaterra, el 20 de julio de 1940 consiguió su primer derribo en la Segunda Guerra Mundial, un Blenheim del Escuadrón Nº 236 de la RAF frente a las costas de Cherburgo. Un día después fue nombrado Gruppenkommandeur del I./JG 27 para sustituir al Comandante Helmut Riegel, derribado y muerto por un Hurricane del Escuadrón Nº 501 de la RAF en las proximidades de la isla de Alderney.
Después de una breve participación en la invasión de Yugoslavia, el 18 de abril de 1941 se trasladó con su unidad a Ain el Gazala en Libia. Recibió la Cruz Alemana en oro el 11 de mayo de 1942 como capitán y jefe del grupo I/Jg 27.
El 8 de junio de 1942, fue promovido a comandante y Geschwaderkommodore (comandante de ala) del JG 27, unidad que condujo con éxito hasta el 22 de abril de 1943, fecha en la que se unió al personal del General del Arma de Caza. Neumann fue ascendido a teniente coronel en marzo de 1943, y más tarde, en 1944, a Coronel. Neumann terminó la guerra como Comandante de la Fuerza de Cazas en el norte de Italia.
Neumann era partidario de dirigir su escuadrón desde tierra, y habida cuenta de estos largos períodos de mando administrativo, su carrera de piloto de caza se vio algo limitada, aunque se convirtió en uno de los comandantes sobre el terreno más respetados e influyentes de la Luftwaffe. Como consecuencia de ello, sólo logró 13 victorias durante su carrera en la Luftwaffe (2 en España). A principios de 1945, Neumann fue uno de los valientes que protestaron contra Hermann Göring en lo que vino a ser conocido como la "Conspiración de los pilotos de caza" o "Motín de los pilotos de caza".
Uno de sus mayores logros fue el de modular la carrera de Hans-Joachim Marseille, dando rienda suelta al poco ortodoxo piloto de caza para que practicase sus tácticas personales de combate. Marseille logró 158 derribos de aviones de las fuerzas aéreas aliadas occidentales, una cantidad no conseguida por ningún otro piloto.
En 1989, Neumann y otros miembros del JG 27 erigieron, con la cooperación del Gobierno egipcio, una pirámide sobre el lugar en que se estrelló y murió Marseille.

## Después de la guerra
Después de la guerra Neumann creó una empresa de ingeniería. Continuó volando como hobby tras ser levantada la prohibición de los clubes de vuelo civiles.
Neumann fue miembro de la Asociación alemana de pilotos de caza hasta su muerte, que ocurrió, tras una larga enfermedad, a los 93 años.